# Manévry
Manévry (v anglickém originále Maneuvers) je jedenáctá epizoda druhé sezóny seriálu Star Trek: Vesmírná loď Voyager.

## Příběh
Kazoni řízení Seskou se probojují na Voyager a ukradnou transportní modul. Voyager se snaží získat svou technologii zpět z obavy, že by byla zneužita k narušení rovnováhy mezi kazonskými sektami. Ukáže se, že obavy byly na místě, protože Seska s Culluhem využijí transportér k popravě svých oponentů z jiné sekty, kteří se odmítnou přidat. Transportují do vesmírného prostoru. Na to Chakotay odlétá utajeně z Voyageru, aby získal transportér zpět. Mezitím se Seska pod Culluha snaží sjednotit skrze novou technologii další sekty. Když Chakotay dorazí k plavidlu Sesky, je odhalen a jeho loď ostřelována a následně odvlečena vlečným paprskem do hangáru. Chakotayovi se podaří zničit transportní modul i transportér na své lodi, ale následně je zajat Seskou a vyslýchán Culluhem, aby vydal řídící kódy k Voyageru. Přestože stihl vyslat k Voyageru signál, aby ho nezachraňovali a nechali svému osudu, Kathryn Janewayová je přesvědčena svojí ctí a B'Elannou Torresovou a vydají se na záchrannou misi. Dorazí k šesti lodím Kazonů, které jsou očividně ve spojenectví, což Voyager překvapuje. Na lodi Culluha totiž právě jednají jednání o spojenectví sekt. Po příletu se dostane pod palbu a snaží se transportovat Chakotaye, ale nejde to, protože je jeho přenos blokován Seskou. Mezitím Voyager opakuje palbu, což narušuje i jednání sekt Kazonů, kteří se tak opět znesváří. V tom jsou transportováni na Voyager jako součást nápadu kapitánky Janewayové a následně vyměněni za Chakotaye. Ten je pochválen, ale zároveň i potrestán zanesením do hlášení za svou neohlášenou akci. Na závěr loď kontaktuje Seska, gratuluje mu k vítězství a seznamuje ho se skutečností, že od něj získala vzorek DNA a pořídila si s jeho pomocí jeho dítě.